# Хассен, Стивен
Стивен Алан Хассен (англ. Steven Alan Hassan; род. 1954) — американский психолог, консультант по выходу из деструктивных и тоталитарных сект, критик культов. Бывший член Церкви объединения. До и после пребывания в Церкви Объединения — иудей. После собственного депрограммирования участвовал в депрограммировании других людей, но перешёл от него к консультированию по выходу. В своей первой книге (1988) предложил модель BITE (behavior control; information control; thought control; emotional control) для описания контроля над сознанием.

## Отзывы
Филип Зимбардо (экс-президент Американской психологической ассоциации): «Его ныне классическая работа по культовому контролю сознания „Борьба с культовым контролем сознания“ (..) Подход Хассена я ценю выше, чем подход любого другого исследователя или клинического практика».
Энди Бакус (адвокат Церкви объединения): «Последние 15 лет он занимается депрограммированием (..) Как и другие „консультанты по выходу“, Хассен полагается на теории Маргарет Сингер о „контроле сознания“, чтобы оправдать свои действия» (1993).
Эйлин Баркер (социолог, исследователь Церкви объединения): «несомненно лучшая книга деятельного „антикультиста“ из прочитанных мной. Многие из практических советов Хассена безусловно здравы и полезны; поэтому я рекомендую его книгу духовенству, консультантам и родителям» (о «Борьбе с культовым контролем сознания», 1990).
Президент Независимой психиатрической ассоциации России Ю. С. Савенко отмечает, что позиция «Хассена — Кондратьева» является ненаучной, но число авторов, её некритически использующих, растёт. К таким авторам Савенко относит В. Э. Пашковского, А. Кураева, А. Дворкина, Т. Дмитриеву.

## Книги
- 1988 — Борьба с культовым контролем сознания[англ.]
- 2000 — Освобождение от психологического насилия[англ.]